# Pfarrkirche See

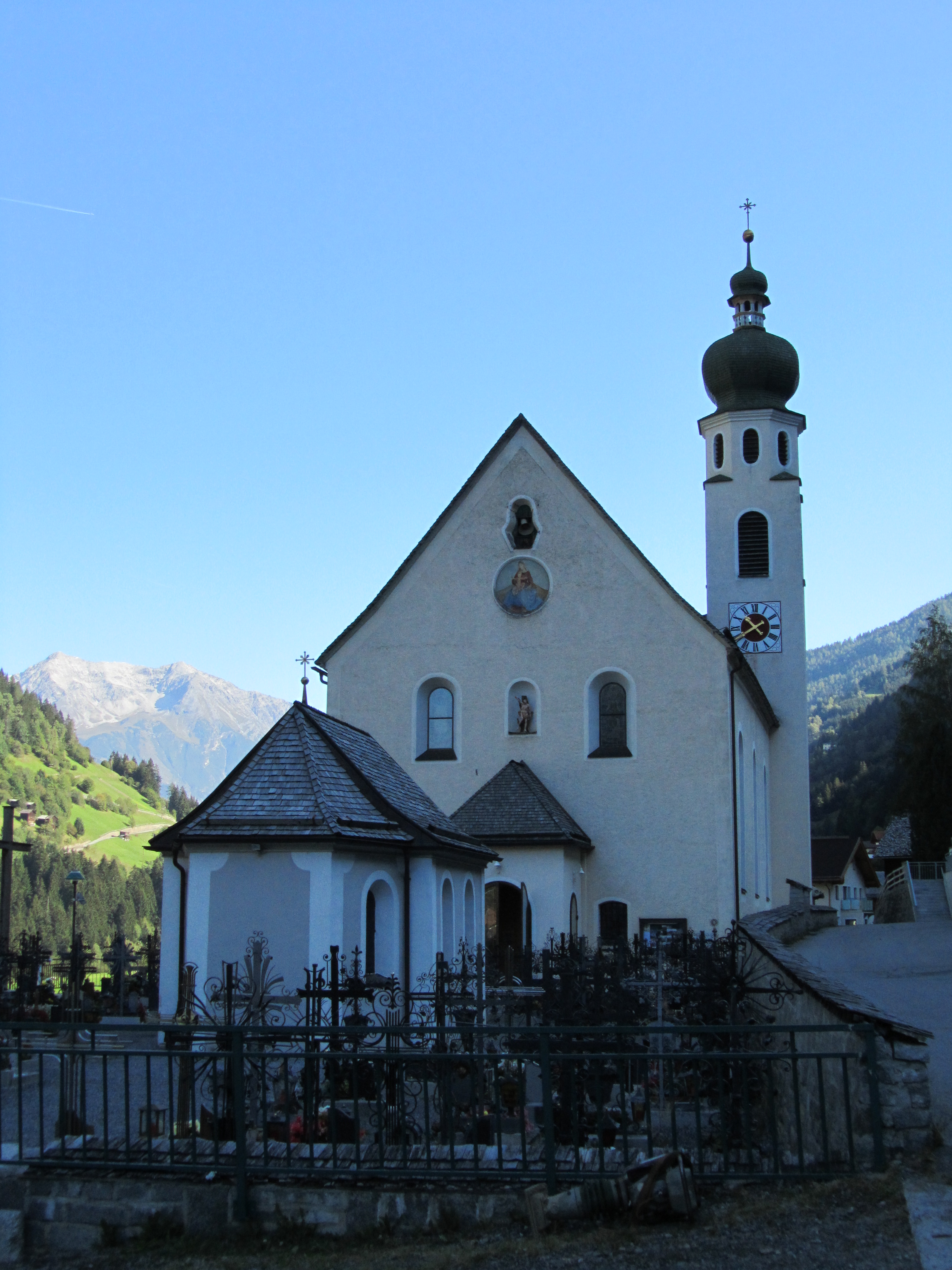
Kath. Pfarrkirche hl. Sebastian in See

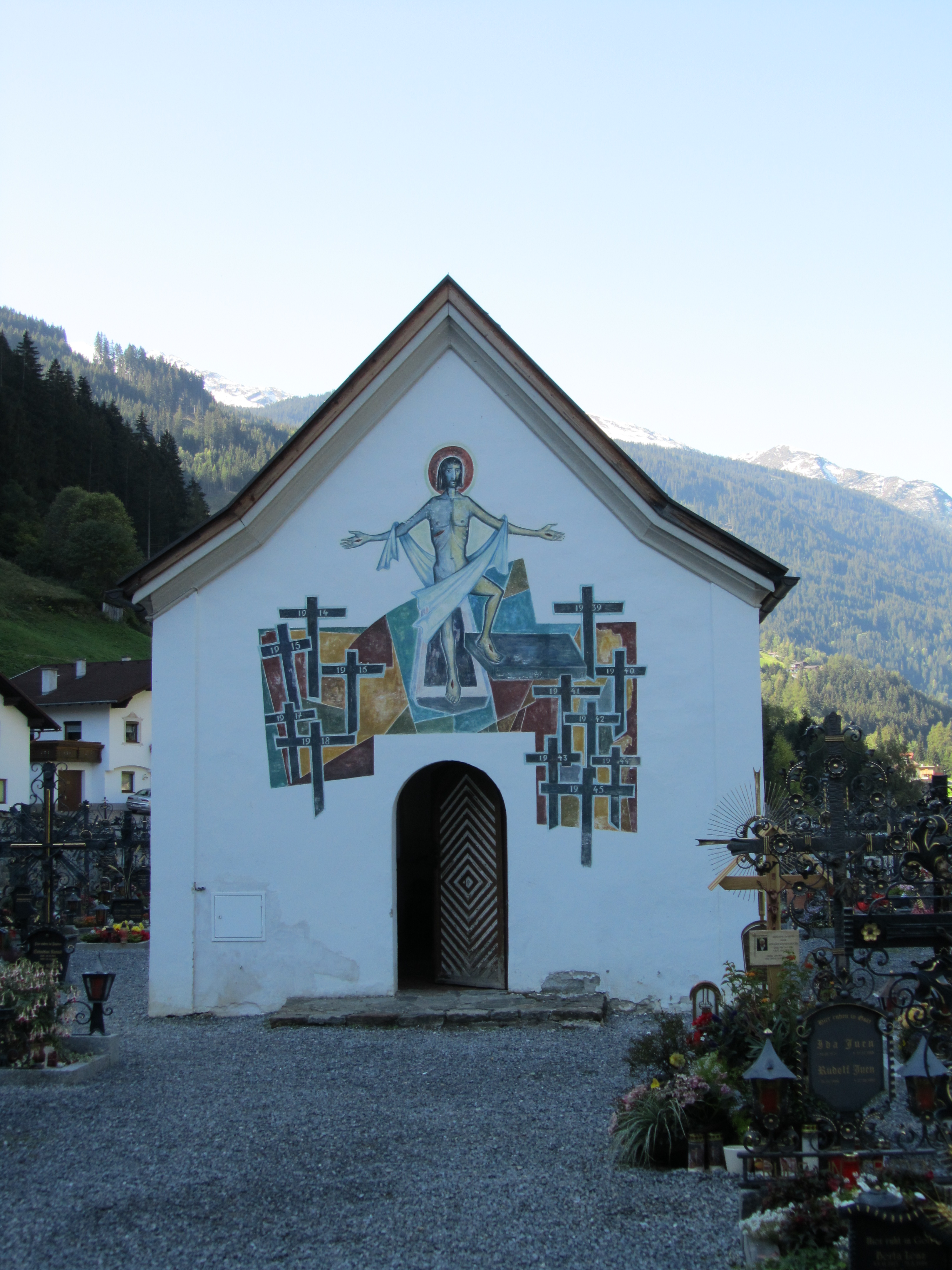
Friedhofskapelle

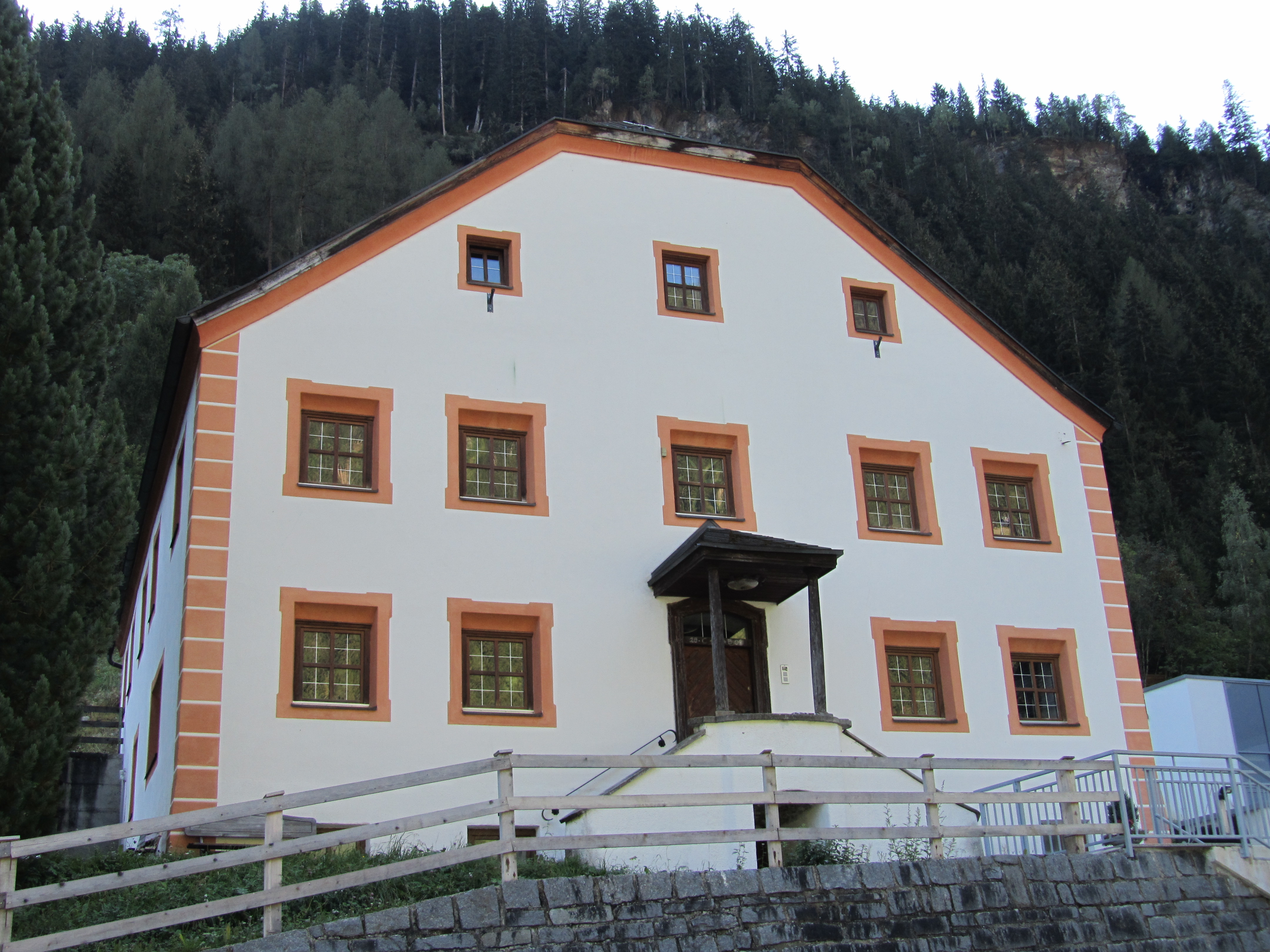
Widum

Die römisch-katholische Pfarrkirche See steht in der Gemeinde See in Tirol. Die Pfarrkirche hl. Sebastian gehört zum Dekanat Zams in der Diözese Innsbruck. Die Kirche steht unter Denkmalschutz.

## Geschichte
Die spätbarocke nach Osten ausgerichtete Kirche abseits der Talstraße steht im Ort See an der rechten Seite des unteren Paznauntales. Urkundlich wurde die Kirche 1445 genannt, von 1758 bis 1761 neu gebaut, 1770 vermutlich umgebaut und 1891 zur Pfarrkirche erhoben.

## Architektur
Das dreijochige Langhaus und der eingezogene zweijochige rund schließende Chor sind mit Stichkappentonnen überwölbt und mit Gewölbemalereien versehen. Im Chor ist ein Medaillon Christus erscheint dem hl. Sebastian vom Maler Johann Wörle aus 1759, die Gemälde in den Stichkappen zeigen die Sebastianslegende. Das Langhaus hat Wandpfeiler mit Gebälkstücken und Pilastervorlagen. Die Gemälde im Langhaus malte 1930 der Maler Ludwig Sturm. Die zweigeschoßige Westempore wurde 1967 eingebaut. 
Der Turm an der Chornordseite hat hochovale Schallfenster im oberen Achteckaufbau und darüber einen Zwiebelhelm mit Laterne. An der Hauptgiebelseite ist ein Portalvorbau, darüber in einer Wandnische eine barocke Statue hl. Sebastian aus der Mitte des 18. Jahrhunderts, darüber eine Rundmedaillon mit einem Marienfresko.

## Ausstattung
Der barockisierende Hochaltar aus dem Ende des 19. Jahrhunderts trägt ein Hochaltarrelief Sebastian wird vom Baum gebunden, die seitlichen Figuren sind Petrus und Paulus, im Auszug die Marienkrönung, am Antependium Evangelistenreliefs.
Der linke Seitenaltar hat barockes Akanthusschnitzwerk und gedrehte Säulen und trägt eine barocke Figur Mondsichelmadonna aus dem 18. Jahrhundert und die seitlichen Figuren Isidor und Notburga aus dem 19. Jahrhundert. Die Figuren Anna und Joachim aus dem Ende des 17. Jahrhunderts werden dem Bildhauer Andreas Thamasch zugeschrieben. Weitere Figuren Franziskus und Antonius aus dem Ende des 17. Jahrhunderts. Die Reliefs Geburt Christi an der Predella und Christus in Emmaus am Antependium sind aus dem Ende des 19. Jahrhunderts.
Der rechte Seitenaltar trägt die barocke Figur Johannes Nepomuk um 1700 und die Figuren Aloysius, Nonne, und das Relief Tod des hl. Josef aus dem Ende des 19. Jahrhunderts am Antependium.
Die Kanzel baute 1760 der Bildhauer Josef Georg Witwer und zeigt am Korb Figuren der 4 Evangelisten, am Schalldeckel eine Christusfigur und Putten mit Symbolen der drei christlichen Tugenden. Das Rückwandbild Moses malte 1840 der Maler Alois Grissemann.
Eine Statue Sebastian um 1690 wird Andreas Thamasch zugeschrieben. Die Sakristeitüre ist aus dem 17. Jahrhundert. Das Orgelprospekt mit Rokoko-Schnitzwerk schuf um 1790 der Orgelbauer Johann Anton Fuchs, das heutige Orgelwerk schuf 1966 Reinisch-Pirchner. Eine Glocke goss Bartlme Graßmayr 1696.

## Weiteres
Die Friedhofskapelle gegenüber der Kirche wurde 1964 umgebaut. Das Kruzifix um 1675 ist aus dem Umkreis von Andreas Thamasch. Die Pietà aus der Mitte des 18. Jahrhunderts wird dem Bildhauer Johann Ladner zugeschrieben.
Das Widum nahe der Kirche ist ein barocker zweigeschoßiger Bau unter einem Schopfwalmdach aus der 2. Hälfte des 18. Jahrhunderts.